# بيل كونكل
بيل كونكل (بالإنجليزية: Bill Kunkel)‏ هو صحفي أمريكي، ولد في 21 يوليو 1950 في الولايات المتحدة، وتوفي في 4 سبتمبر 2011 في ميشيغان في الولايات المتحدة.